# Middle Georgia Raceway

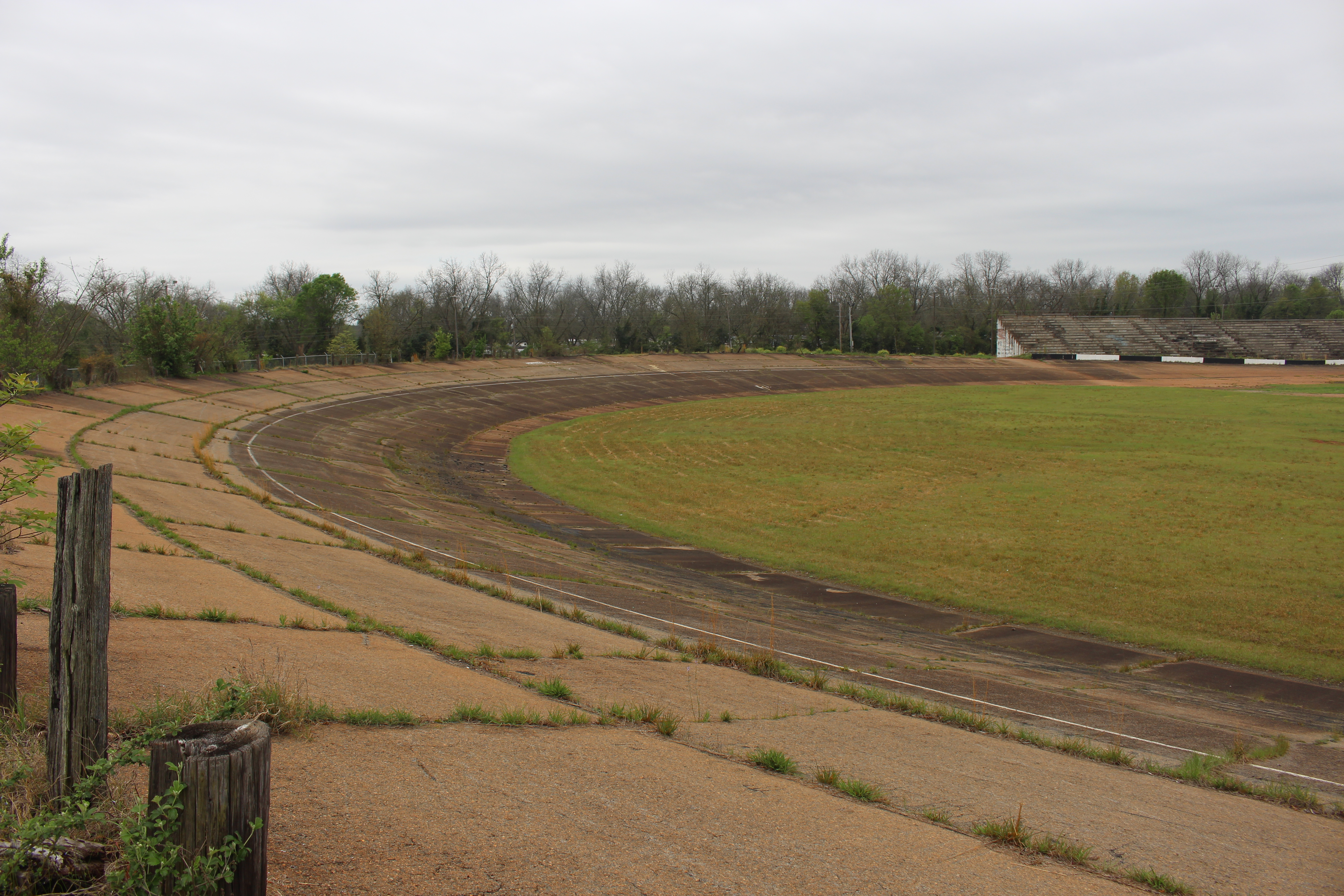
Middle Georgia Raceway in 2016

De Middle Georgia Raceway is een racecircuit gelegen in Macon, Georgia. Het is een ovaal circuit van 0,5 mijl of 800 meter in lengte. Het circuit werd tussen 1966 en 1971 gebruikt voor wedstrijden uit de NASCAR Grand National Series.

## Winnaars op het circuit
Winnaars op het circuit uit de Grand National Series.
| Jaar | Race                | Winnaar       | Auto     |
| ---- | ------------------- | ------------- | -------- |
| 1966 | Speedy Morelock 200 | Richard Petty | Plymouth |
| 1967 | Macon 300           | Richard Petty | Plymouth |
| 1968 | Middle Georgia 500  | Bobby Allison | Ford     |
| 1968 | Macon 300           | David Pearson | Ford     |
| 1969 | Georgia 500         | Richard Petty | Plymouth |
| 1969 | Macon 300           | Bobby Isaac   | Dodge    |
| 1969 | Georgia 500         | Bobby Allison | Dodge    |
| 1970 | Georgia 500         | Richard Petty | Plymouth |
| 1971 | Georgia 500         | Bobby Allison | Ford     |